# Munna vittata
Munna vittata là một loài chân đều trong họ Munnidae. Loài này được Kussakin & Mezhov miêu tả khoa học năm 1979.